# Salvatore Di Giacomo
Salvatore Di Giacomo (Napoli, 12 marzo 1860 – Napoli, 5 aprile 1934) è stato un poeta, drammaturgo e saggista italiano.
Fu autore di notissime poesie in napoletano (molte delle quali poi musicate) che costituiscono una parte importante della poesia e della musica partenopea e insieme campana. È molto apprezzato come novelliere nero.
Insieme ad Ernesto Murolo, Libero Bovio e E. A. Mario è stato un artefice della cosiddetta epoca d'oro della canzone napoletana.

## Biografia

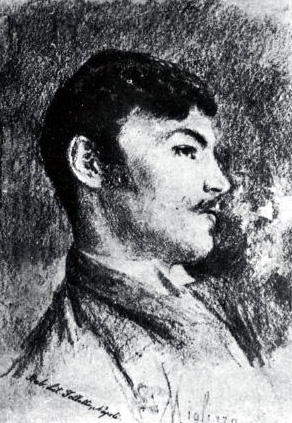
Salvatore Di Giacomo ritratto da Vincenzo Migliaro, 1890

Salvatore Di Giacomo nacque a Napoli il 12 marzo 1860, figlio primogenito di Francesco Saverio Di Giacomo, medico abruzzese, e Patrizia Buongiorno, il cui padre insegnava al conservatorio di San Pietro a Maiella. Dopo aver conseguito la licenza liceale presso il Vittorio Emanuele, frequentò per volere del padre la facoltà di Medicina. Di Giacomo non aveva alcun interesse per gli studi cui era stato indirizzato, tanto che nell'ottobre 1880 abbandonò l'università in seguito a un celebre episodio che egli stesso descrisse sei anni più tardi.
Un giorno, recatosi ad assistere a una lezione di anatomia, rimase nauseato alla vista del cadavere di un vecchio, sul cui volto il professore aveva tracciato «cinque o sei linee di demarcazione», in modo da spiegare la composizione del cranio. Corso fuori dall'aula, si trovò suo malgrado protagonista di una scena raccapricciante: il bidello, che scendeva portando sempre in una tinozza membra umane, scivolò riversando il macabro contenuto, mentre il giovane si diede alla fuga, abbandonando l'edificio di Sant'Aniello a Caponapoli e il percorso accademico.
Di Giacomo si sentiva attratto dalla letteratura e dalla critica letteraria. Alleggerito del fardello di studi coatti, poté cercare di realizzare i propri desideri. Si rivolse così al Corriere del Mattino, diretto da Martino Cafiero. La collaborazione cominciò con «alcune novelle di genere tedesco», ispirate principalmente alla coppia Erckmann-Chatrian. Cafiero e Federigo Verdinois, che si occupava della parte letteraria, sospettarono potesse averle tradotte. Di Giacomo fu costretto a scriverne altre per dimostrarne l'autenticità, e al tempo stesso ricevette uno sprone a proseguire nell'attività di novelliere. Dopo alcuni mesi diventò ordinario collaboratore del Corriere, assieme a Roberto Bracco, con cui instaurò una profonda amicizia, e Giuseppe Mezzanotte.
Lasciato il Corriere, passò dapprima al Pro Patria, quindi alla Gazzetta letteraria diretta da Vittorio Bersezio. In seguito andò al Pungolo. Il 21 settembre 1884 perse il padre nell'epidemia di colera che colpì la città. Quell'anno pubblicò per l'editore Tocco la già copiosa produzione poetica in dialetto napoletano, che apparve con il titolo Sonetti. Seguirono, nel giro di pochi anni, le raccolte poetiche 'O Funneco verde (1886), Zi' munacella (1888) e Canzoni napoletane (1891). Nel 1892 fu tra i fondatori, assieme a Benedetto Croce, Vittorio Spinazzola e altri intellettuali, della nota rivista di topografia e arte napoletana Napoli nobilissima.

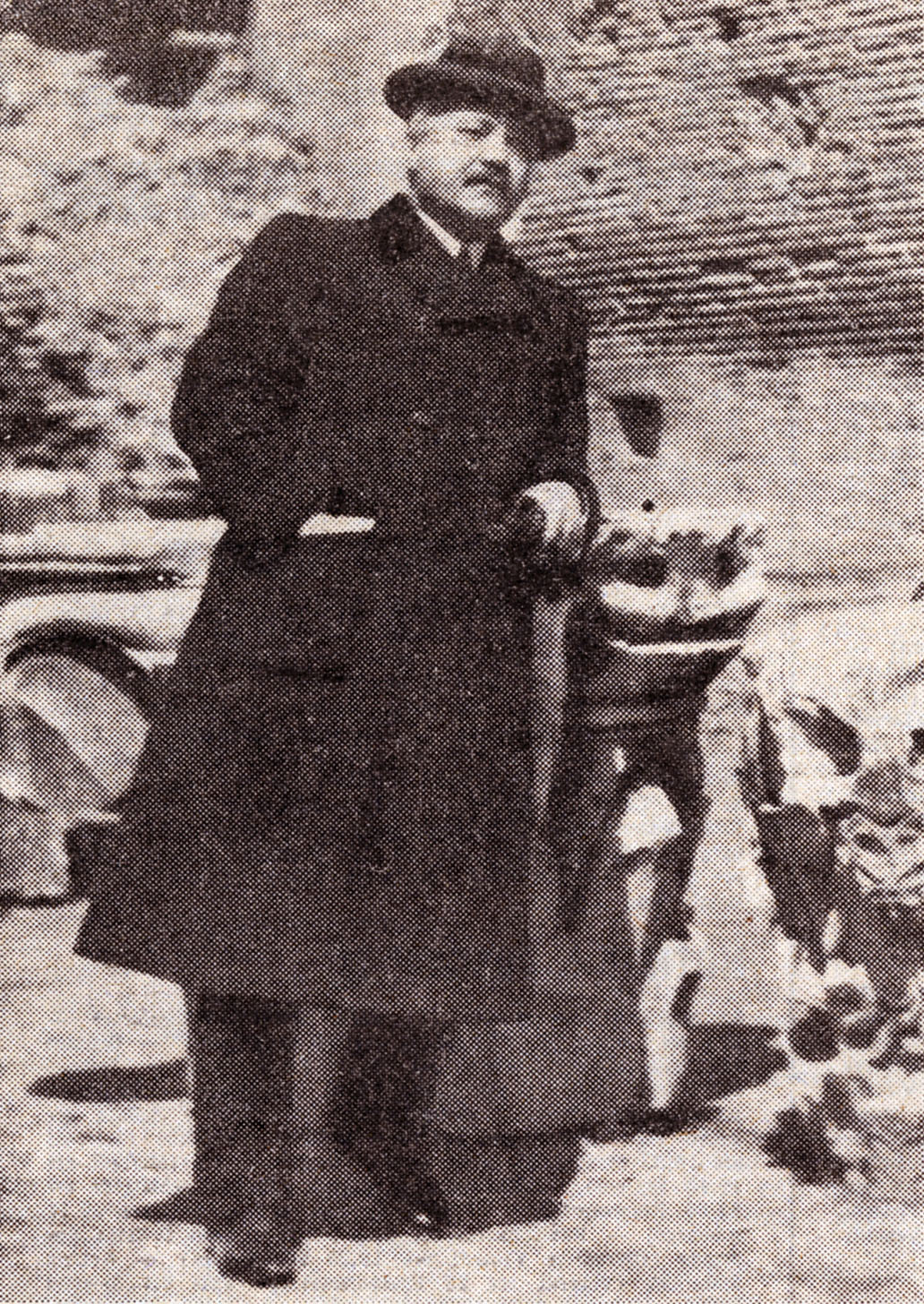
Salvatore Di Giacomo (1910)

Dal 1893 ricoprì l'incarico di bibliotecario presso varie istituzioni culturali cittadine (biblioteca del conservatorio di San Pietro a Maiella, biblioteca Universitaria, biblioteca nazionale Vittorio Emanuele III).  Nel 1902 divenne direttore della Sezione autonoma Lucchesi-Palli della biblioteca nazionale e dal 1925 al '32 fu bibliotecario capo.
Dopo essere stato escluso dal Senato del Regno in sede di verifica dei poteri, nel 1925 aderì al manifesto degli intellettuali fascisti e fu nominato accademico d'Italia nel 1929.
Fino al 1903 Di Giacomo aveva goduto di notevole popolarità e pressoché unanimi consensi, ma la sua produzione continuava ad essere segnata dall'etichetta di "poesia dialettale". Uno studio di Benedetto Croce, apparso quell'anno su La Critica, giovò alla reputazione dell'artista presso i critici e cercò di dissolvere un equivoco frequente. Secondo Croce un autore è innanzitutto poeta, e Di Giacomo aveva dimostrato di eccellere scrivendo in versi. Si era impadronito della poesia tout court, per cui la lingua in cui l'aveva espressa era un aspetto secondario. Francesco Gaeta, citando lo scritto crociano, ne enucleava efficacemente le linee essenziali: «Salvatore Di Giacomo è, sic et simpliciter, un poeta. Quanto all'aggettivo "grande", esso traspariva dall'intero contesto dello studio».
Il 20 febbraio del 1916 sposò a Napoli Elisa Avigliano (Nocera Inferiore, 13 ottobre 1879 - 15 giugno 1962).
Nel 1930, mentre si trovava in villeggiatura a Sant'Agata sui due Golfi, Di Giacomo fu colpito da un malore dovuto a un disturbo alla vescica. Dopo qualche giorno si riprese ma col passare del tempo il male lo costrinse al riposo assoluto. Morì nella sua abitazione in via S. Pasquale a Chiaia, nella notte del 5 aprile 1934, all'età di settantaquattro anni. 

### Popolarità
Il giornalista napoletano Roberto Minervini, ricordando Salvatore Di Giacomo, scrisse: «Alle trattorie di lusso preferiva nascoste osterie ove tra una pietanza e l'altra rimaneva trasognato, né valevano a ridestarlo le sue canzoni, sonate e cantate per fargli onore dai posteggiatori di quei pittoreschi locali. Non amava Marechiaro, la più celebre di tutte, perché veniva indicato non come l'autore di Ariette e Sunette o Assunta Spina, ma come l'autore di Marechiaro. Il puntuale riferimento lo infastidiva e lo innervosiva: una sera al Gambrinus, abituale convegno di letterati, giornalisti e uomini politici, gli fu presentata una signora che non gli risparmiò il dolore: poco dopo fu visto allontanarsi, salutando appena con un gesto».

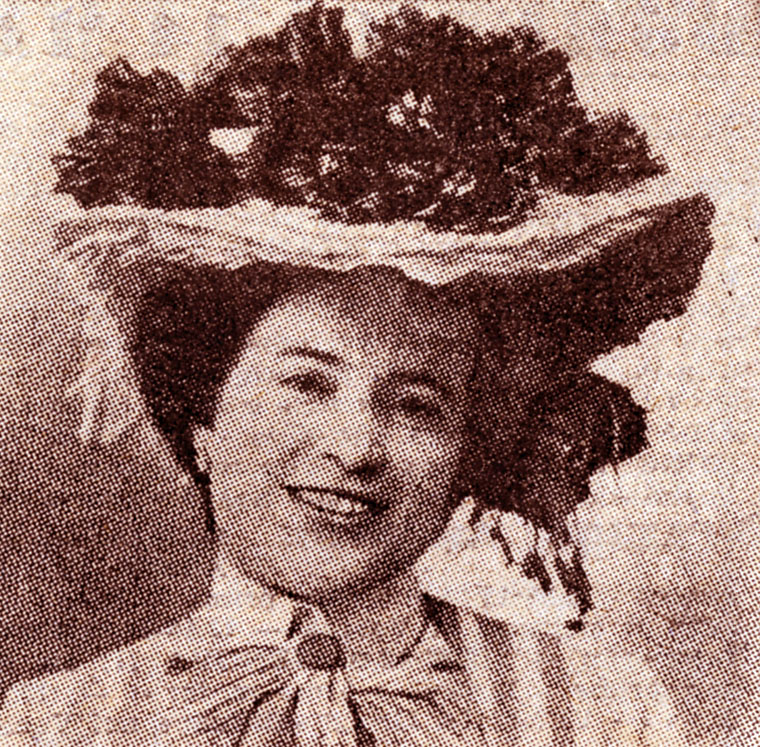
Emilia Persico

Molto chiacchierata la relazione con la celebre cantante napoletana Emilia Persico e, a causa della sua ricerca e originalità linguistica nell'ambito del dialetto napoletano, subì attacchi da parte della Accademia dei filopadriti.

## I successi

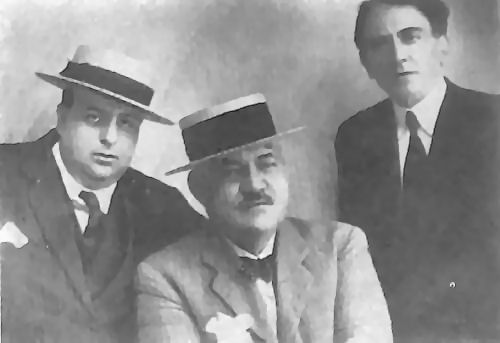
Salvatore Di Giacomo con Libero Bovio e Ferdinando Russo

### Le poesie
L'esordio dell'autore risale al 1882, quando la casa editrice Ricordi lo mise sotto contratto e fece pubblicare Nannì e E ghiammoncenne me'. Alcuni suoi versi del 1885, non particolarmente amati dall'autore (tanto da non essere inseriti nelle raccolte da lui curate personalmente), sono stati musicati dal compositore abruzzese Francesco Paolo Tosti per quella che resta una delle più famose canzoni in dialetto napoletano, Marechiaro, e dal musicista tarantino-napoletano Mario Pasquale Costa di cui ricordiamo anche Era de maggio, in cui due giovani innamorati ricordano il loro primo incontro: a maggio, in un giardino profumato di rose. C'è poi Luna Nova e la spensierata Oilì oilà che irritò i benpensanti milanesi che non si sapevano spiegare il motivo di tanta ilarità in una città appena colpita da gravi epidemie.
Marechiaro si rivelò un ritratto per questo villaggio tra le rocce di Posillipo, nel quale Di Giacomo immaginò una bella ragazza, di nome Carolina, che si affaccia da una finestra ricca di piante di garofano. Sempre nello stesso anno Di Giacomo e Costa produssero un altro successo, la canzone appassionata Oje Carulì. Nel 1888 pubblicò la scanzonata Lariulà e scrisse la celeberrima 'E spingule francese, musicata da Enrico De Leva, riproduzione quasi integrale di un canto popolare di Pomigliano d'Arco. Nel 1898 pubblicò Marzo.
Nel film Io speriamo che me la cavo la poesia Strunz viene letta in classe dal maestro Sperelli, protagonista della pellicola, interpretato da Paolo Villaggio.

### Il teatro
Fu anche autore di opere teatrali, tra cui Assunta Spina, probabilmente il suo dramma più noto, tratto dalla sua novella omonima, ripetutamente rappresentato e poi adattato per il cinema e per la televisione. Altra opera importante fu 'O mese mariano, tratta dalla novella Senza vederlo, portata poi in televisione per l'interpretazione di Titina De Filippo. Scrisse inoltre i drammi 'O voto, tratto dalla novella Il voto, A "San Francisco", tratto dalla sua collana di sonetti omonima, e Quand l'amour meurt.